# 1997 GA45
1997 GA45, também escrito como 1997 GA45 e conhecido como 2001 FH193, é um objeto transnetuniano que está localizado no cinturão de Kuiper, uma região do Sistema Solar. Este corpo celeste é classificado como um cubewano, tem uma magnitude absoluta de 8 e, tem um diâmetro estimado com cerca de 111 km.

## Descoberta
1997 GA45 foi descoberto no dia 27 de agosto de 1997 pelo astrônomo B. Gladman.

## Órbita
A órbita de 1997 GA45 tem uma excentricidade de 0.091 e possui um semieixo maior de 43.889 UA. O seu periélio leva o mesmo a uma distância de 39.894 UA em relação ao Sol e seu afélio a 47.883 UA.